# فتيات واعيات
فتيات واعيات (بالإنجليزية: Aware Girls)‏ هي منظمة غير حكومية في بيشاور، باكستان، تأسست في عام 2002 وتهدف إلى محاربة العنف والتمييز ضد النساء والفتيات الصغيرات في باكستان، والدعوة لحقوق المرأة، والتعليم، والحصول على موارد الصحة الجنسية والإنجابية. هدفهم المعلن هو «تعزيز القدرة القيادية للشابات لتمكينهن من العمل كعوامل للتغيير الاجتماعي وتمكين المرأة في مجتمعاتهن المحلية».
رئيسة فتيات واعيات هي جولالاي إسماعيل، ناشطة في مجال حقوق الإنسان ومقرها بيشاور. في عام 2018، تم إغلاق فتيات واعيات من قبل الحكومة الباكستانية بعد أن انضمت جلالاي إلى حركة البشتون تاهافوز (PTM)، وهي حركة اجتماعية تقوم بحملات من أجل حقوق الإنسان البشتونية.